# Anacronicta plumbea
Anacronicta plumbea är en fjärilsart som beskrevs av Butler 1881. Anacronicta plumbea ingår i släktet Anacronicta och familjen Pantheidae. Inga underarter finns listade i Catalogue of Life.